# Lecidea moerensis
Lecidea moerensis är en lavart som beskrevs av H.Magn.. Lecidea moerensis ingår i släktet Lecidea, och familjen Lecideaceae. Arten är reproducerande i Sverige.